# Mariano Fierro
Mariano Fierro (Chascomús, Buenos Aires, 13 de junio de 1986) es un baloncestista argentino que se desempeña como ala-pívot en Ferro de la Liga Nacional de Básquet. 

## Trayectoria
Renueva por una segunda temporada en la que se suma al equipo el ex Peñarol de Mar del Plata Alejandro Diez.
El 5 de junio del 2012 se confirmó la incorporación a Atenas de Córdoba de cara a la temporada 2012/13 de la Liga Nacional de Básquet. 6 puntos de promedio en 40 encuentros. Estuvo en cancha 17.6 minutos, con un 47.5% en dobles y 31.5% en triples. Bajó 4.4 rebotes.
De cara a la temporada 2013/14, el mismo día que el club confirmó la contratación del ex NBA, Medallista Olímpico e integrante de La Generación Dorada Walter Herrmann se confirmó la renovación por una temporada de Fierro con la institución Cordobesa de cara a la Liga Nacional de Básquet.
El 25 de junio del 2014 se confirmó la llegada de Fierro a Libertad de Sunchales para disputar la temporada 2014/15 de la Liga Nacional de Básquet. Promedió 10.0 puntos y 7.5 rebotes.
El 6 de agosto del 2015 se confirmó su regreso a San Martín de Corrientes para disputar la temporada 2015/16 de la Liga Nacional de Básquet. Con su nuevo equipo, que terminó tercero en la Liga Nacional de Básquet 2014-15, tendrá la oportunidad de jugar la Liga de las Américas. Tras sufrir una fractura en el quinto metacarpiano y terminar la temporada lesionado no renovó con el club de la provincia de Corrientes. Fierro promedió 10,4 puntos y 5,5 rebotes a lo largo de 21,4 minutos en 57 partidos. Sus porcentajes de tiro fueron buenos, con un 54% en dobles y un 37% en tiros de tres.
Luego de recuperarse de una lesión en un dedo de la mano, la cual complicó encontrar equipo para el inicio de la temporada 2016/17, se sumó al elenco de la Provincia de Santa Cruz en reemplazo del pívot Fernando Gutman, que fue cortado por problema persistente en el pie derecho. Disputó 37 partidos con el equipo patagónico. En ellos tuvo una media de 20,1 minutos, durante los cuales promedió 8,9 puntos y 5,2 rebotes, además de 1,4 asistencias por presentación.
El 4 de agosto del 2017 se confirma el regreso de Mariano Fierro al conjunto de La Boca para disputar la temporada 2017/18 de la Liga Nacional de Básquet. Promedió 6,9 puntos (48% en dobles) y 7 rebotes en la temporada para Boca Juniors, que quedó eliminado en el quinto juego de octavos de final frente a San Martín de Corrientes.
El 12 de julio del 2018 Fierro firmó contrato por un año con el Verde de Caballito, que sería su undécimo club desde que es profesional, disputará la temporada 2018/19, disputa la Liga Nacional de Básquet.
Fue elegido como el jugador más valioso MVP en la XXXI edición del Juego de las Estrellas de la LNB del baloncesto argentino, en el año 2019.
En septiembre de 2021 se incorporó al Caribbean Storm Islands de Colombia. Culminado el campeonato, retornó a su país para fichar con Instituto. Esa temporada su equipo conquistaría el título de la LNB.
Posteriormente Fierro jugó una temporada en Riachuelo antes de regresar a Ferro en agosto de 2023.

### Clubes
| Club                    | País        | Año             |
| ----------------------- | ----------- | --------------- |
| Estudiantes (O)         | Argentina   | 2003 - 2006     |
| Gimnasia (LP)           | Argentina   | 2006 - 2007     |
| Cosmos                  | El Salvador | 2007            |
| San Martín (Corrientes) | Argentina   | 2007 - 2008     |
| Regatas Corrientes      | Argentina   | 2008 - 2009     |
| Boca Juniors            | Argentina   | 2009 - 2011     |
| Peñarol                 | Argentina   | 2011 - 2012     |
| Atenas                  | Argentina   | 2012 - 2014     |
| Libertad                | Argentina   | 2014 - 2015     |
| San Martín (Corrientes) | Argentina   | 2015 - 2016     |
| Hispano Americano       | Argentina   | 2016 - 2017     |
| Boca                    | Argentina   | 2017 - 2018     |
| Ferro                   | Argentina   | 2018 - 2019     |
| Comunicaciones          | Argentina   | 2019 - 2021     |
| Caribbean Storm Islands | Colombia    | 2021            |
| Instituto               | Argentina   | 2022            |
| Riachuelo               | Argentina   | 2022 - 2023     |
| Ferro                   | Argentina   | 2023 - Presente |

## Selección nacional
En 2010 integró el seleccionado denominado Argentina Proyección 2014-2018, creado para darle rodaje internacional a los jugadores que debían ser los sucesores de la Generación Dorada. Con ese equipo disputó una serie de partidos amistosos en China y Australia.

## Palmarés

### Campeonatos nacionales
- Actualizado hasta el 15 de julio de 2018.

| Título            | Club      | País      | Año         |
| ----------------- | --------- | --------- | ----------- |
| Campeón de la LNB | Peñarol   | Argentina | 2011 - 2012 |
| Campeón de la LNB | Instituto | Argentina | 2021 - 2022 |

### Individuales
- Actualizado hasta el 15 de julio de 2018.

| Título                       | Club            | País      | Año         |
| ---------------------------- | --------------- | --------- | ----------- |
| Torneo de Volcadas de la LNB | Estudiantes (O) | Argentina | 2005        |
| MVP                          | San Martín (C)  | Argentina | TNA 2007/08 |